# IC 1940
IC 1940 — галактика типу SBab () у сузір'ї Годинник.
Цей об'єкт міститься в оригінальній редакції індексного каталогу.